# MG 6
MG 6 är en liten familjebil från MG som tillverkats av SAIC Motor sedan 2010. Storleksmässigt ligger modellen mellan MG GT och MG 5.

## Första generationen (2009-2016)

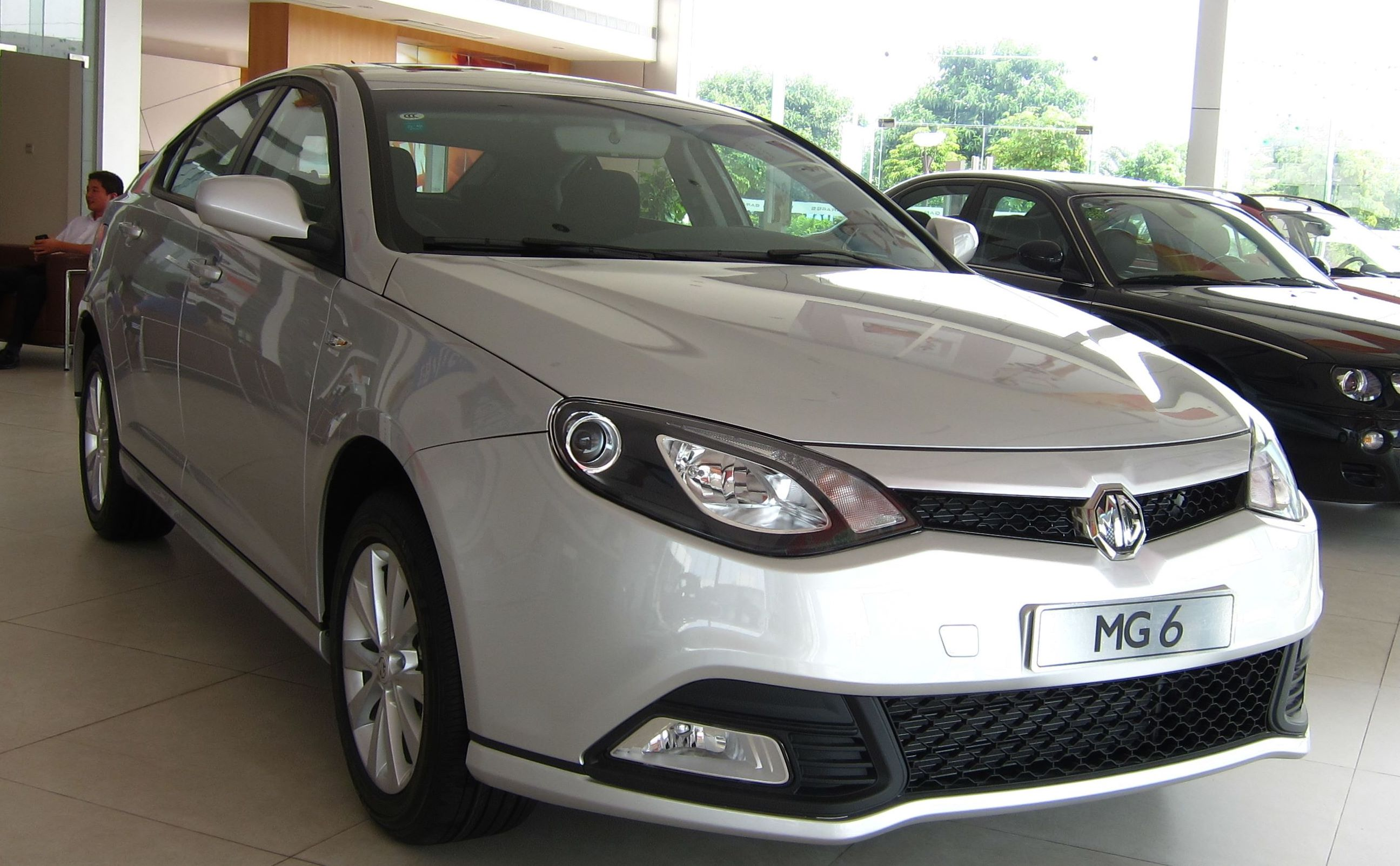
MG 6 (2010)

Första generationen visades upp på bilsalongen i Shanghai 2009 och lanserades på den brittiska marknaden 2011. Den baseras på Roewe 550 som i viss mån bygger på Rover 75.

## Andra generationen (2017)

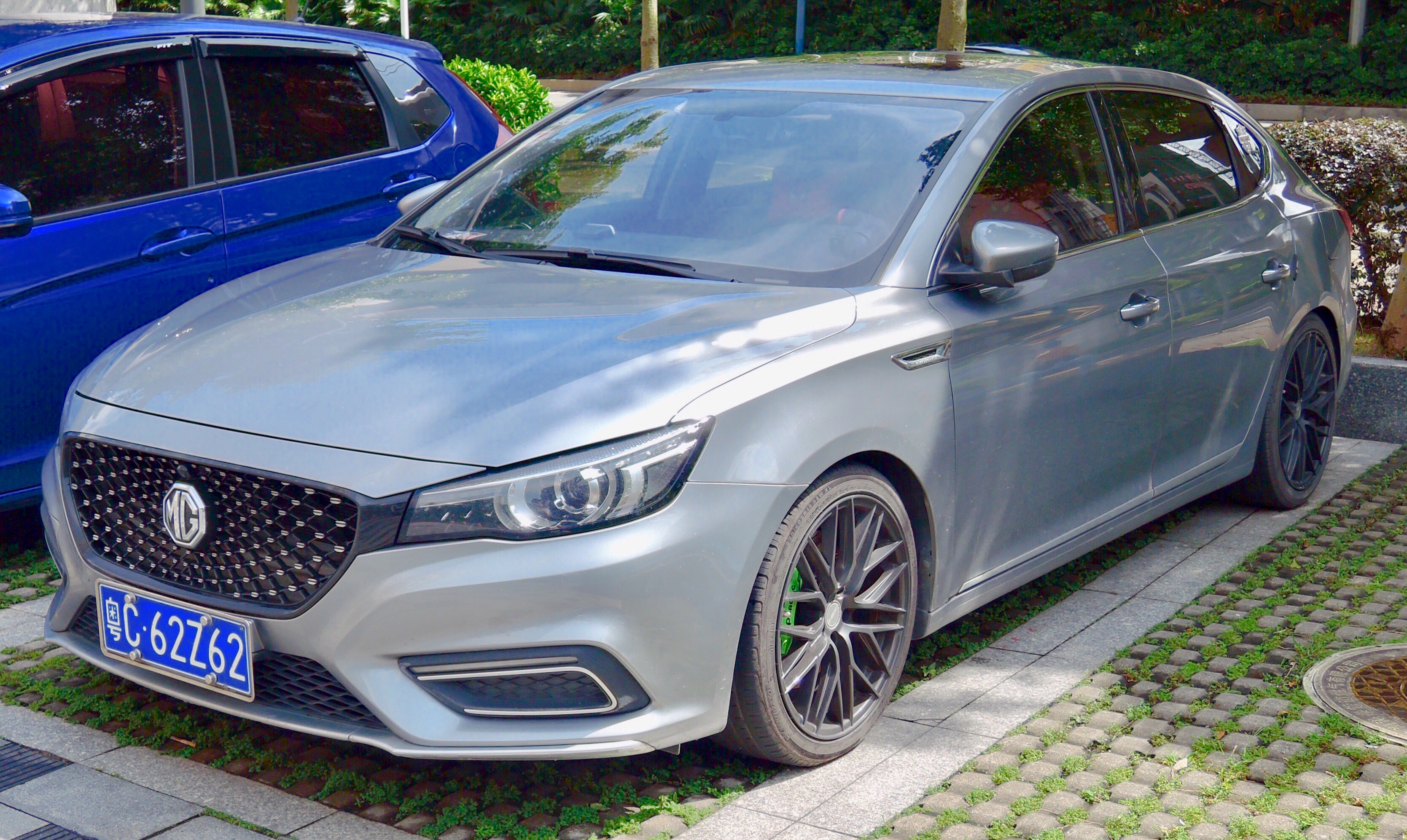
MG 6 (2018)

Andra generationen visades upp 2017. Modellen bygger på samma plattform som Roewe i6 och finns bland annat som laddhybridbil.